# Фонвізінська (станція метро)
55°49′22″ пн. ш. 37°35′17″ сх. д. / 55.82278° пн. ш. 37.58806° сх. д.
«Фонві́зінська» (рос. Фонвизинская)  — станція Люблінсько-Дмитровської лінії Московського метрополітену. Розташована у Бутирському районі (ПСАО); названо на вулиці Фонвізіна. Відкрито 16 вересня 2016 року у складі черги «Мар'їна Роща»— «Петровсько-Розумовська».

## Розташування
Виходи в місто до вулиці Фонвізіна і Милашенкова, до Огородного проїзду.

## Технічна характеристика
Конструкція станції — пілонна трисклепінна глибокого закладення (глибина закладення — 65 м).
Радіус центрального залу — 4,4 м. Ширина платформи — 19,1 м (з розкриттям 9 прорізів з кожного бічного залу), пілонів — 3 м, прорізів — 3 м.

## Колійний розвиток
Станція без колійного розвитку.

## Оздоблення
Основним мотивом центрального залу є ритмічне чергування поперечних світлових арок. Арки утворені світильниками на торцевій поверхні виступаючої водозахисної парасольки і бічній поверхні пілонів. Арки звернені один до одного, створюючи освітлений простір в районі прорізів і затінений простір в районі пілонів. Пілони в бічних залах оздоблені рідкісним гранатовим амфіболітом з Лоухського району Карелії.
Склепіння центрального і бічних залів станції та похилих ходів ескалаторів оздоблено панелями скловолокнистої водовідвідної декоративної парасольки.
На станції і вестибюлях є система візуальної й тактильної інформації для людей з вадами зору (світлові й контрастні смуги, фактурні покриття). В одному з вестибюлів знаходяться ліфти, на всіх сходах — пандуси з нековзним покриттям. Сходи оздоблені плитами з термообробленого граніту і накриті павільйонами.

## Пересадки
- Станцію монорейки  «Вулиця Милашенкова»
- Автобуси: 23, 126, 238, 519, с532, 539, с543, с585, т29.